# Fritz-Walter-Stadion
Le Fritz-Walter Stadion est le stade du 1. FC Kaiserslautern, situé dans la ville de  Kaiserslautern, en Allemagne. Ce stade fut utilisé lors de la Coupe du monde de football de 2006.
Il se nomme ainsi en hommage à Fritz Walter, le capitaine de l'équipe d'Allemagne de football qui remporta la Coupe du monde de football de 1954, et qui a joué pour le club toute sa carrière. Le stade est construit à côté de la colline du Betzenberg qui lui donna son nom d'origine (Betzenbergstadion) et fut inauguré en 1926.

## Rénovation
En 2002 et 2003 le stade fut rénové. Avant 2002, le stade avait une capacité de 46 600 places dont 18 600 debout. Après la rénovation la capacité fut augmentée à 48 500 places. L'expansion inclut aussi un nouveau système d'arrosage et un centre audiovisuel. Le coût total de cette opération est de 48,3 millions d'euros.
À compter du jeudi 16 septembre 2010, le toit du stade est équipé d'une installation photovoltaïque de 10 000 m2.
Cette installation a coûté cinq millions d'euros et permettra de couvrir annuellement les besoins en électricité de 450 foyers.
"Il s'agit de la plus grande installation au monde de ce type sur le toit d'un stade", ont affirmé les autorités de la ville, lors de l'inauguration du nouveau toit du Fritz-Walter Stadion.

## Coupe du monde de football de 2006
Les matchs suivants ont eu lieu dans le Fritz-Walter Stadion lors de la Coupe du monde de football de 2006 :
| Lundi 12 juin 2006 à 15h, Groupe F           |   |                   |           |
| Australie                                    | - | Japon             | 3:1 (0:1) |
| Samedi 17 juin 2006 à 21h, Groupe E          |   |                   |           |
| Italie                                       | - | États-Unis        | 1:1 (1:1) |
| Mardi 20 juin 2006 à 21h, Groupe B           |   |                   |           |
| Paraguay                                     | - | Trinité-et-Tobago | 2:0 (1:0) |
| Vendredi 23 juin 2006 à 16h, Groupe H        |   |                   |           |
| Arabie saoudite                              | - | Espagne           | 0:1 (0:1) |
| Lundi 26 juin 2006 à 17h, Huitième de finale |   |                   |           |
| Italie                                       | - | Australie         | 1:0 (0:0) |

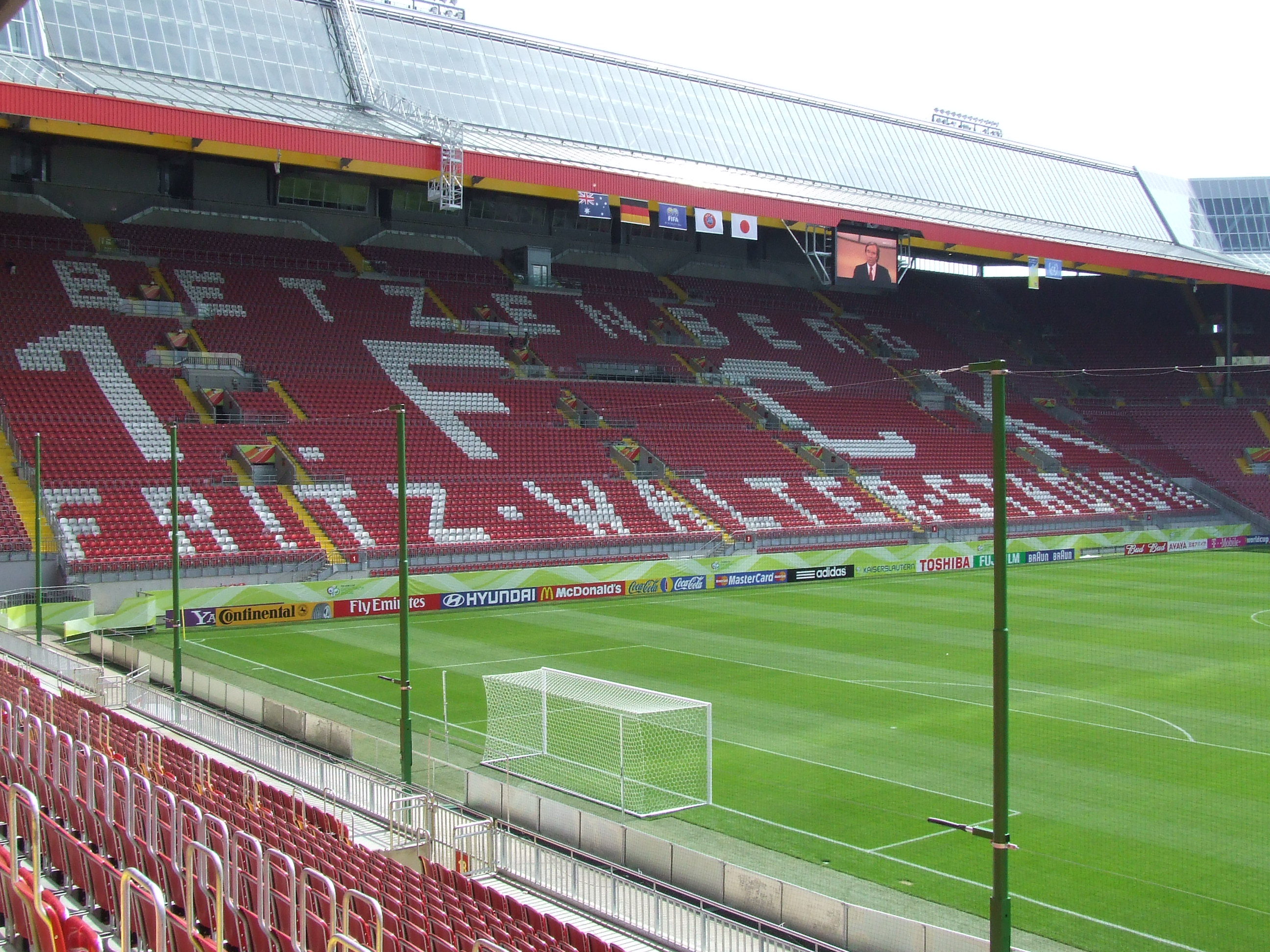
Les tribunes
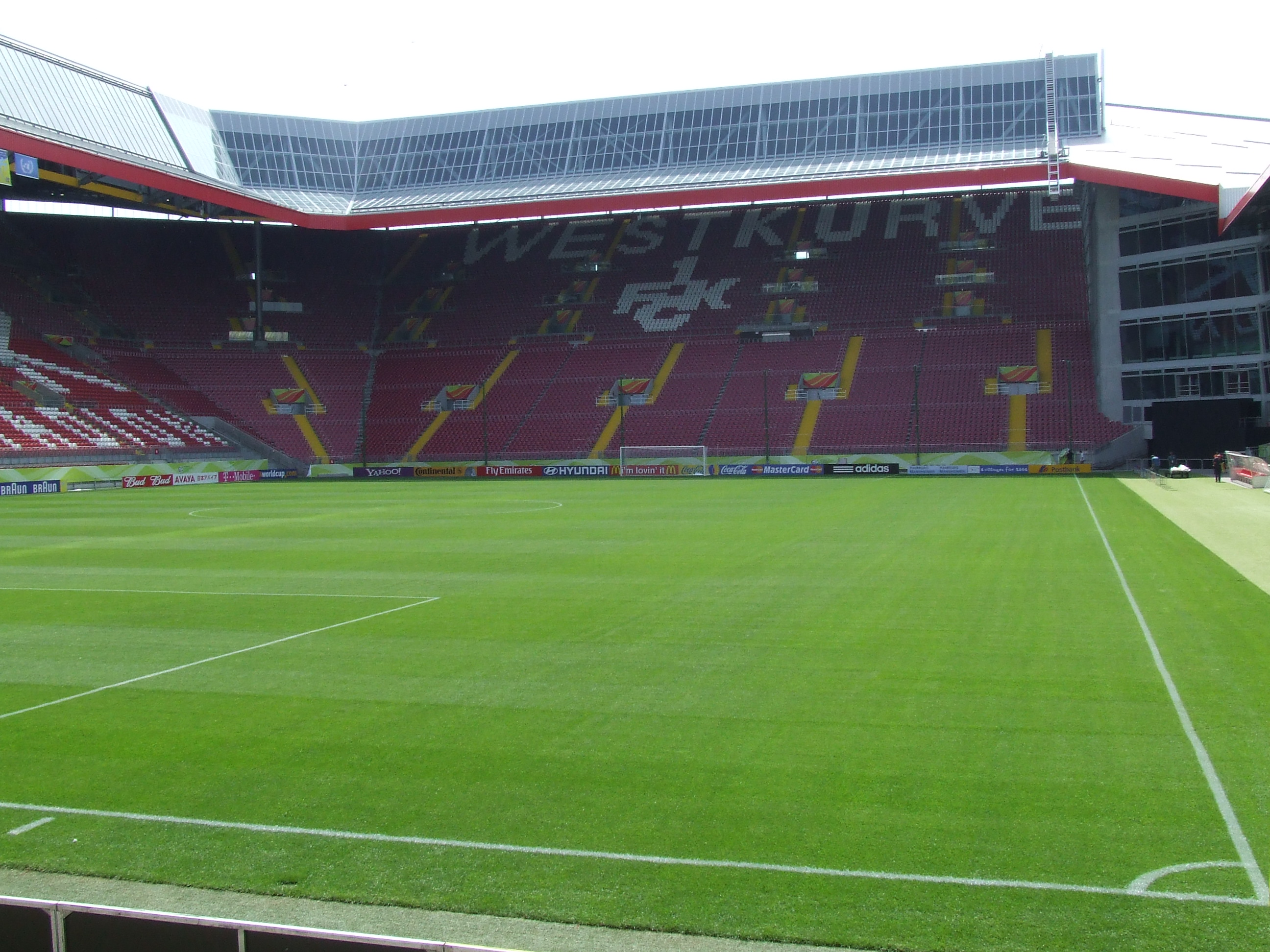
Une vue des tribunes et du terrain
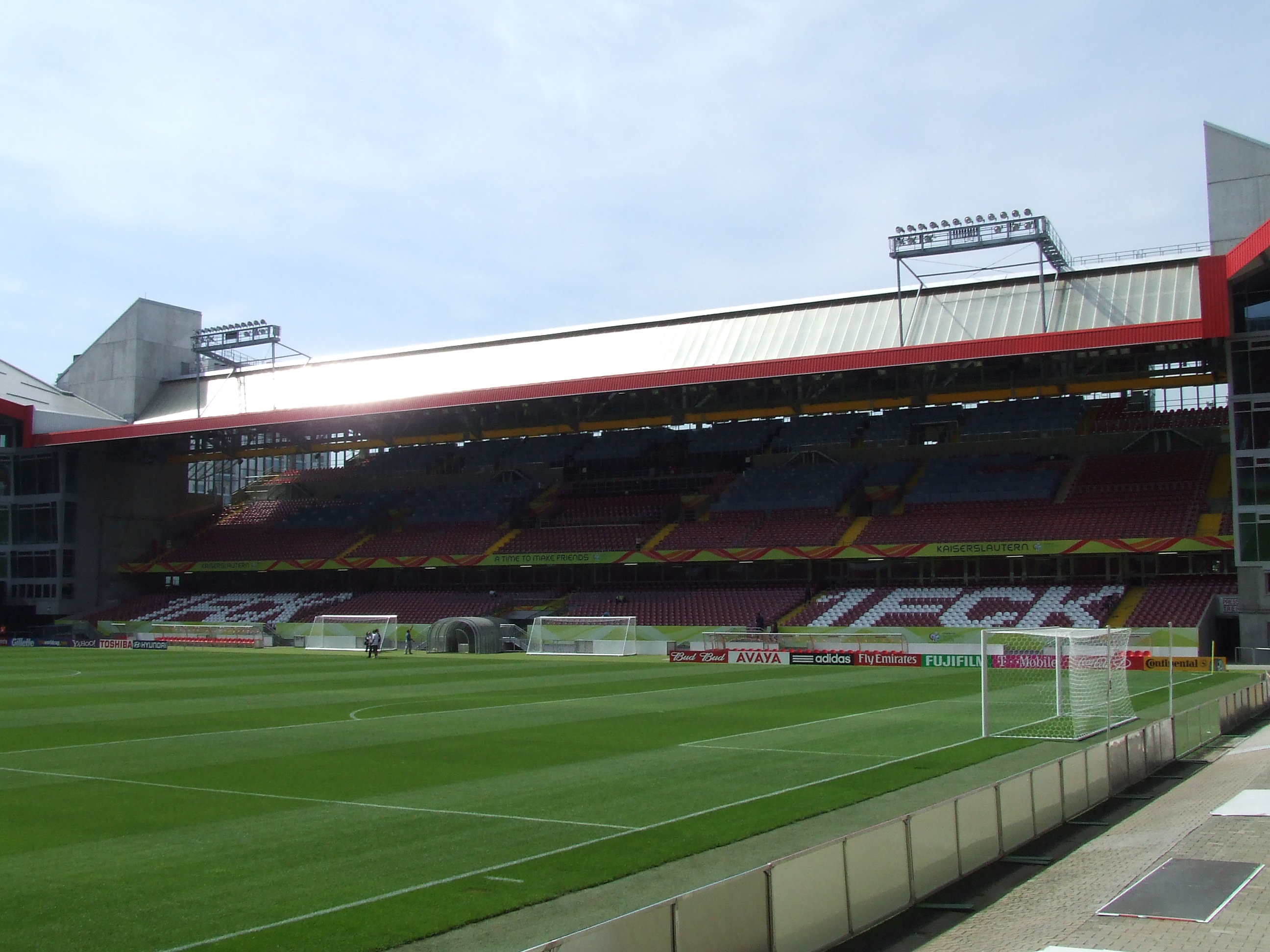
La tribune Nord
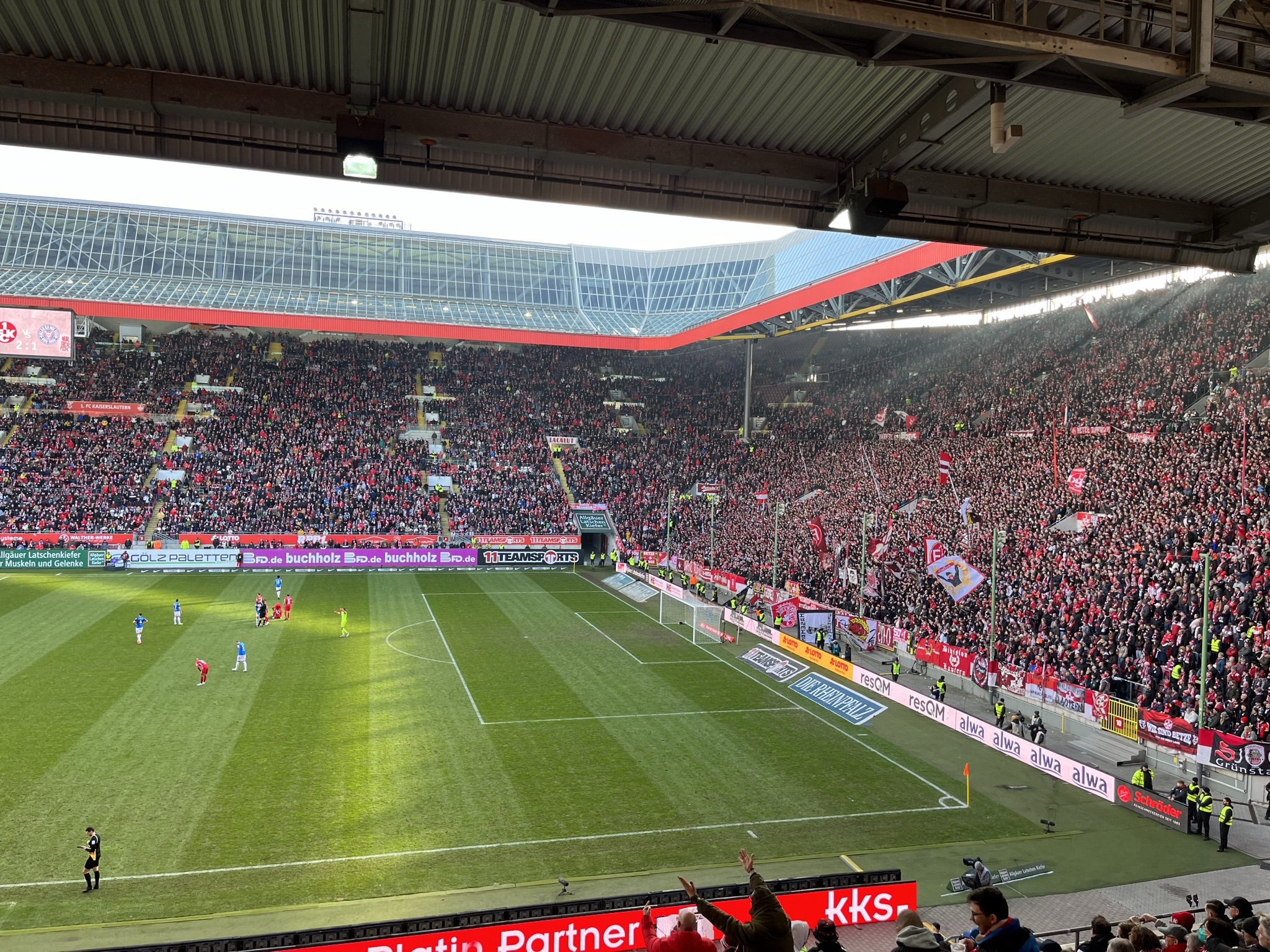
Les tribunes en 2023